# Naaldhoutfranjekelkje
Het naaldhoutfranjekelkje (Lachnum papyraceum) is een schimmel behorend tot de familie Lachnaceae. Het leeft saprotroof op kaal naaldhout.

## Kenmerken
De asci meten 60-82 × 6-6,5 µm. De ascosporen meten 6-12 × 1,8-2,8 µm. De parafysen zijn 3-5 µm breed. De randharen zijn 50-90 µm lang en 1-3 cellig.

## Verspreiding
In Nederland komt het naaldhoutfranjekelkje zeer zeldzaam voor.